# Melanopsis penchinati
Melanopsis penchinati is een slakkensoort uit de familie van de Melanopsidae. De wetenschappelijke naam van de soort is voor het eerst geldig gepubliceerd in 1868 door Bourguignat.